# 사이먼 스퍼리어
사이먼 "사이" 스퍼리어(영어: Simon "Si" Spurrier)는 영국의 만화가, 소설가이다. BBC의 미술 감독으로 일하고 있으며 미국 마블 코믹스의 엑스맨 시리즈의 스토리를 담당하기도 하였다.

## 저작

### 마블 코믹스
- 《엑스맨 레거시》X-Men Legacy Vol.2 (2012-14)
- 《엑스포스》X-Force Vol.4 (2014-)